# Falsa-moreia-amarela
A falsa-moreia-amarela (Ahlia egmontis), é uma espécie de peixe da família Ophichthidae (falsas-moreias) e único membro conhecido do gênero Ahlia. É nativa do Atlântico Ocidental, sendo frequentemente vista se escondendo entre fendas de rochas e corais em recifes e em poças de maré. É uma espécie muito utilizada como isca por pescadores, mas também possui um valor ornamental e é procurada por aquaristas, pois não é uma espécie muito exigente e de manutenção moderada, sendo recomendado ser mantida em aquários de 200 litro, não é recomendável ser mantida com peixes pequenos e crustáceos, pois é uma espécie carnívora.
A espécie é nativa do Atlântico Ocidental, sendo encontrada na costa da Flórida, EUA, para as Bahamas e México até o Mar do Caribe e Antilhas para a América do Sul, na costa das Guianas, Suriname, Venezuela e Brasil.